# Chinatown (Manhattan)
Chinatown é um bairro localizado em Manhattan, Nova York, que abriga um dos maiores enclaves de chineses no hemisfério ocidental. É também um dos mais antigos enclaves étnicos chineses fora da Ásia. A partir de 2009, se tornou o bairro mais econômico de Manhattan graças a influência chinesa na economia mundial, mas só é superada economicamente pela Wall Street.

## História
Embora alguns reivindicam ter chegado na área durante a década de 1840, a primeira pessoa chinesa creditada como sendo permanentemente um imigrante para Chinatown foi Ah Ken, um empresário do Cantão, o que acabou fundando uma bem-sucedida tabacaria em  Park Row. Ele chegou por volta de 1858 em Nova York, onde ele era "provavelmente um daqueles chineses mencionados na fofoca da década de sessenta 1860 como futilidades 'horrível' charutos em três centavos cada de barraquinhas ao longo da cerca do parque da Cidade Salão - oferecendo um derramamento de papel e uma pequena lâmpada de óleo como um isqueiro ", segundo o autor Alvin Harlow no Old Days Bowery: As Crônicas de uma rua famosa (1931).

## Demografia
Segundo o censo nacional de 2020, a sua população é de 12 057 habitantes e houve um decréscimo populacional na última década de -8,8%.
Residentes abaixo de 18 anos de idade representam 11,7%. Foi apurado que 5,0% são hispânicos ou latinos (de qualquer raça), 15,8% são brancos não hispânicos, 2,1% são negros/afro-americanos não hispânicos, 74,4% são asiáticos não hispânicos, 0,4% são de alguma outra raça não hispânica e 2,3% são não hispânicos de duas ou mais raças.
Possui 5 967 residências, um aumento de 6,7% em relação ao censo anterior, onde deste total, 8,9% das unidades habitacionais estão desocupadas. A média de ocupação é de 2,2 pessoas por residência.